# Miami Dolphins 1997
La stagione 1997 dei Miami Dolphins è stata la numero 32 della franchigia, la ventottesima nella National Football League. Delle nove gare vinte dalla squadra, sette vennero per un margine di tre punti o inferiore.

## Calendario

### Stagione regolare
| Turno | Data               | Avversario             | Risultato          | Ora TV             | Pubblico           |
| ----- | ------------------ | ---------------------- | ------------------ | ------------------ | ------------------ |
| 1     | 31/8/1997          | Indianapolis Colts     | V 16–10            | NBC 1:00et         | 70.813             |
| 2     | 7/9/1997           | Tennessee Oilers       | V 16–13            | NBC 1:00et         | 64.439             |
| 3     | 14/9/1997          | @ Green Bay Packers    | S 23–18            | NBC 1:00et/12:00ct | 60.075             |
| 4     | 21/9/1997          | @ Tampa Bay Buccaneers | S 31–21            | TNT 8:15et         | 73.314             |
| 5     | Settimana di pausa | Settimana di pausa     | Settimana di pausa | Settimana di pausa | Settimana di pausa |
| 6     | 5/10/1997          | Kansas City Chiefs     | V 17–14            | NBC 1:00et         | 71.794             |
| 7     | 12/10/1997         | at New York Jets       | V 31–20            | NBC 1:00et         | 75.601             |
| 8     | 19/10/1997         | @ Baltimore Ravens     | V 24–13            | NBC 1:00et         | 64.354             |
| 9     | 27/10/1997         | Chicago Bears          | S 36–33            | ABC 9:00et         | 73.156             |
| 10    | 2/11/1997          | @ Buffalo Bills        | S 9–6              | NBC 1:00et         | 78.011             |
| 11    | 9/11/1997          | New York Jets          | V 24–17            | NBC 1:00et         | 73.809             |
| 12    | 17/11/1997         | Buffalo Bills          | V 30–13            | ABC 9:00et         | 74.155             |
| 13    | 23/11/1997         | @ New England Patriots | S 27–24            | NBC 1:00et         | 59.002             |
| 14    | 30/11/1997         | @ Oakland Raiders      | V 34–16            | NBC 4:15et/1:15pt  | 50.569             |
| 15    | 7/12/1997          | Detroit Lions          | V 33–30            | ESPN 8:15et        | 72.266             |
| 16    | 14/12/1997         | @ Indianapolis Colts   | S 41–0             | NBC 1:00et         | 61.282             |
| 17    | 22/12/1997         | New England Patriots   | S 14–12            | ABC 9:00et         | 74.379             |

### Playoff
| Turno    | Data       | Avversario           | Risultato |
| -------- | ---------- | -------------------- | --------- |
| Wildcard | 28/12/1997 | New England Patriots | S 17-3    |